# تشارلز موسلي
تشارلز موسلي (بالإنجليزية: Charles Mosley)‏ هو لاعب كرة قاعدة أمريكي، ولد في 24 مارس 1888 في سولفر سبرينغز في الولايات المتحدة، وتوفي في 25 أغسطس 1968 في تايلر في الولايات المتحدة.